# Goulburn Valley Highway
The Goulburn Valley Highway / Freeway is een weg in Victoria, Australië. De sectie ten noorden van de Hume Freeway maakt deel uit van de National Highway tussen Melbourne en Brisbane (samen met de Hume Freeway) en is een belangrijke verbinding tussen deze twee steden, evenals tussen Victoria en het binnenland van New South Wales. De weg volgt ruwweg de Goulburn rivier, een rivier die uitkomt in de Murray rivier. De weg loopt door een van de grootste fruit en groentegebieden, de Goulburn vallei. Na de Murray rivier komt de weg uit op de Newell Highway in New South Wales.